# Мишин, Юрий Александрович
Юрий Александрович Мишин (17 сентября 1946, Нарва — 29 декабря 2011, Кингисеппский район, Ленинградская область) — общественно-политический деятель Эстонии, председатель Эстонского республиканского союза граждан России, Первый секретарь Коммунистической партии Эстонии. Являлся помощником заместителя председателя комитета Государственной Думы РФ по международным делам Ю. А. Квицинского, входил в состав Координационного совета российских соотечественников. Был депутатом городского собрания города Нарва, членом ревизионной комиссии.

## Биография
Родился в 1946 году в городе Нарва. Отец родом из Нижнего Новгорода, мать — из принаровской деревни, до 1940 года входившей в состав Эстонской Республики, а ныне входящей в состав Сланцевского района Ленинградской области.
Окончил нарвскую школу.
Заочно учился в Таллинском политехническом институте, а после прохождения срочной службы в Армении — в Ленинградском технологическом университете (СЗПИ), по окончании которого получил специальность «инженер-электрик». Одновременно работал в электроцехе на текстильном комбинате «Кренгольмская мануфактура».
В 1975—1980 годы работал инспектором группы народного контроля ЭССР, затем — инструктором Нарвского горкома Коммунистической партии Эстонии. Позднее был заместителем секретаря партийного комитета комбината «Кренгольмская мануфактура». Затем, вплоть до 23 августа 1991 года работал вторым секретарём Нарвского горкома компартии Эстонии.
Организовав в 1992 году Союз российских граждан Нарвы, стал заниматься обменом и выдачей паспортов для граждан России, выполняя, по сути, консульские функции. Это в итоге привело к созданию в Нарве Генерального консульства РФ, в первый состав которого вошли некоторые работники Союза российских граждан.
Возглавляя Союз российских граждан, Мишин занимался поддержанием связи российских граждан северо-востока Эстонии с российскими органами власти.
В течение трёх созывов Государственной Думы России был членом Совета соотечественников при Государственной думе Федерального собрания Российской Федерации.
Являлся помощником депутатов Александра Шиманова (занимался предвыборной кампанией Шиманова на выборах в Госдуму в 2003 году) и Виталия Южилина, входящих во фракцию партии «Единая Россия», а также заместителя председателя комитета Государственной Думы по международным отношениям Ю. А. Квицинского, входившего во фракцию КПРФ.
Занимал пост члена ЦК КПСС, Первого секретаря Коммунистической партии Эстонии.
Погиб в автомобильной аварии на Таллиннском шоссе в Кингисеппском районе Ленинградской области 29 декабря 2011 года. Похоронен на кладбище Рийгикюла в Нарве.

## Российские пенсии
На протяжении 2003—2007 годов, в период затягивания Россией процесса российско-эстонского соглашения о взаимозачёте трудового стажа, председатель Союза российских граждан Мишин призывал эстонских пенсионеров оформлять также российскую пенсию. Таким образом, возглавляемый им СРГ начал заниматься оказанием помощи проживающим в Эстонии российским гражданам в оформлении документов на российскую трудовую пенсию.
Это дало повод для критических высказываний Генконсула России Ю. Попова и председателя Союза соотечественников Эстонии Сергея Сергеева, посчитавших, что Мишин вводит российских граждан в заблуждение, так как вторая пенсия является в Эстонии незаконной. По мнению Мишина, вторая пенсия выплачивается на вполне законных основаниях.

## Выборы 2009 года
В январе 2008 года Мишин заявил о желании получить паспорт гражданина Эстонии с целью участия в выборах в Европарламент, Рийгикогу, а также в органы местного самоуправления. Тогда же он высказал мнение, что это дало бы возможность влиять на политику в Нарве и во всей Эстонии, занимаясь защитой прав проживающих в Эстонии соотечественников.
Поскольку Мишин являлся гражданином Эстонии по рождению (его мать родом из Принаровья), он смог получить паспорт гражданина без отказа от российского гражданства.
В 2009 году Мишин проходил третьим по счёту кандидатом в депутаты Европарламента в списке Объединённой Левой партии Эстонии, возглавляемым мэром г. Маарду Георгием Быстровым, однако не был избран.
В 2009 г. избран депутатом городского собрания Нарвы (набрал рекордное, после председателя горсобрания М. Стальнухина число голосов — более 1000). Член ревизионной комиссии Нарвского горсобрания.

## Выборы 2011 года
На прошедших 6 марта 2011 года выборах в парламент Эстонии (Рийгикогу) Юрий Мишин баллотировался в качестве кандидата в депутаты от уезда Ида-Вирумаа по списку Русской партии Эстонии. В состав так называемого «русского списка» входили, помимо Юрия Мишина, ещё 15 человек, среди которых были противоречивый общественный деятель Эстонии Димитрий Кленский и один из инициаторов создания Совета Русских школ Эстонии Андрей Лобов, выступавшие кандидатами по городу Таллинну. Юрий Мишин, как и список партии в целом, не набрал достаточного количества голосов для попадания в парламент (по окончательным результатам голосования за Юрия Мишина было отдано 975 голосов, из которых 95 было отдано по интернету).

## Закрытые ввиду недоказанности уголовные дела
В отношении председателя Союза российских граждан Мишина в Эстонии возбуждалось три уголовных дела. Во всех трёх случаях он был оправдан.
- Первое уголовное дело, по которому Мишин обвинялся в разжигании розни, было возбуждено в связи с проведённым им в 1993 году пикетом Союза российских граждан в поддержку референдума по вопросу о придании Нарве статуса национально-территориальной автономии, а также против строительства таможни в центре города. Как позднее заявил сам Мишин, во время митинга один провокатор вывесил плакат «Не дадим куратам дерева рубить, а евреям городским радио говорить», который он потребовал убрать. Дело было закрыто из-за отсутствия события преступления.
- Второе уголовное дело в отношении Мишина было возбуждено в середине 90-х из-за первомайского профсоюзного митинга. Как позднее заявил сам Мишин, в своем выступлении на митинге профсоюзов (в то время деятельность профсоюзов была достаточно малоактивной) он высказал мнение о необходимости принятия резолюции и предоставления возможности выступить другим, в результате чего митинг переместился на соседнюю площадку и характер выступлений принял боевой характер. Также, по словам Мишина, в составленный полицией протокол были занесены некоторые его фразы, вырванные из контекста. Председателя Союза российских граждан обвинили в том, что он призвал людей брать власть в свои руки, а также в государственной измене. Дело было прекращено в связи с отсутствием состава преступления.
- Громкое дело о несанкционированных пикетах, третье по счёту, было возбуждено против Мишина из-за проведения в 1997 году ряда пикетов в различных городах Эстонии. Эти акции протеста, в которых приняло участие более 5 тысяч человек, выступали за повышение пенсий, за программу борьбы с безработицей. Обвинения были сняты с Мишина уже решением Государственного суда.